# Bisdom Barreiras
Het bisdom Barreiras (Latijn: Dioecesis Barreriensis) is een rooms-katholiek bisdom met als zetel Barreiras, in Brazilië. Het bisdom is suffragaan aan het aartsbisdom Feira de Santana.

## Geschiedenis
Het bisdom werd opgericht op 21 mei 1979, uit delen van het bisdom Barra, en was suffragaan aan het aartsbisdom São Salvador da Bahia. Op 16 januari 2002 veranderde het van kerkprovincie en werd suffragaan aan het nieuw verheven aartsbisdom Feira de Santana.

## Parochies
Het bisdom had in 2022 een oppervlakte van 76.054 km2 en telde 470.000 inwoners waarvan 79,4% rooms-katholiek was.

## Bisschoppen
- Ricardo José Weberberger (21 mei 1979 - 17 augustus 2010)
- Josafá Menezes da Silva (15 december 2010 - 9 oktober 2019)
- Moacir Silva Arantes (21 oktober 2020 - heden)

Feira de Santana (aartsbisdom) · Barra · Barreiras · Bonfim · Irecê · Juazeiro · Paulo Afonso · Ruy Barbosa · Serrinha